# Prințul Amedeo, Duce de Aosta (1943-2021)
Prințul Amedeo de Savoia, Duce de Aosta (Amedeo Umberto Costantino Giorgio Paolo Elena Maria Fiorenzo Zvonimir; n. 27 septembrie 1943, Florența, Regatul Italiei – d. 1 iunie 2021, Arezzo, Toscana, Italia) a fost pretendent la șefia Casei de Savoia, familia regală care a condus Italia între 1861 și 1946. De asemenea, era moștenitor al Regatului Croația din timpul celui de-al Doilea Război Mondial. Până la 7 iulie 2006 Amedeo a folosit titlul de Duce de Aosta; după această dată el s-a autodeclarat Duce de Savoia.

## Biografie
Amedeo s-a născut la Villa della Cisterna în Florența; este singurul copil al Prințului Aimone de Savoia, Duce de Spoleto și mai târziu al 4-lea Duce de Aosta, și a Prințesei Irene a Greciei și Danemarcei.
Cu numai trei săptămâni înainte de nașterea lui Amedeo, Italia s-a predat Aliaților. Fostul aliat al Italiei, Germania, a lansat o operațiune militară pentru a ocupa Italia. Copilul Amedeo a fost arestat de către naziști, împreună cu mama sa, mătușa și două verișoare, și a fost trimis într-un lagăr în Austria.
Când Amedeo avea patru ani, tatăl lui a murit în exil la Buenos Aires, iar el a succedat ca Duce de Aosta, Prinț della Cisterna e Belriguardo, marchiz di Voghera și Conte di Ponderano.
Amedeo a studiat la Colegiul Naval Morosini din Veneția și în Anglia. Apoi a urmat Academia Navală din Livorno pe care a absolvit-o în calitate de ofițer în marina italiană.

### Căsătorie și copii
La 22 iulie 1964 Amedeo s-a căsătorit cu Prințesa Claude de Orléans (n. 11 decembrie 1943) la  Sintra, Portugalia. Ea era al noulea copil și a cincea fiică a lui Henri, conte de Paris, pretendent orléanist la tronul Franței, și a Prințesei Isabelle de Orléans-Braganza. Amedeo și Claude au avut trei copii:
- Prințesa Bianca Irene Olga Elena Isabella Fiorenza Maria de Savoia (n. Florența, 2 aprilie 1966) căsătorită la San Giustino Valdarno, Toscana, cu Giberto Carbonello Tiberto Maria, conte Arrivabene-Valenti-Gonzaga, la 11 septembrie 1988. Au cinci copii.
- Prințul Aimone, Duce de Apulia (n. Florența, 13 octombrie 1967); Aimone s-a căsătorit civil la 16 septembrie 2008 cu Prințesa Olga a Greciei, fiica Prințului Mihail al Greciei și Danemarcei. Căsătoria religioasă a avut loc la 27 septembrie 2008 la Patmos. Au trei copii.
- Prințesa Mafalda Giovanna Shams Maria Fiorenza Isabella de Savoia (n. Florența, 20 septembrie 1969) căsătorită prima dată la San Giustino Valdarno, la 18 septembrie 1994 cu Don Alessandro Ruffo di Calabria-Santapau dei principi di Palazzolo (n. 1964); au divorțat fără copii; Mafalda s-a recăsătorit la Londra, la 27 aprilie 1998 cu Francesco Ferrante Carlo Napoleone, al 10-lea baron Lombardo di San Chirico[5] (n. 1968) și au trei copii.

La 30 martie 1987 Amedeo s-a căsătorit cu Silvia Paternò di Spedalotto (n. 1953) la capela Villa Spedalotto în Bagheria, Sicilia. Ea este fiica lui Don Vincenzo Paternò di Spedalotto, marchiz di Reggiovanni. Amedeo și Silvia nu au copii.
Amedeo are o fiică nelegitimă cu Kyara van Ellinkhuizen: Ginevra van Ellinkhuizen, născută la Milano, la 19 martie 2006. Ginevra are sindromul Down. Deși înainte de nașterea ei, Amedeo a declarat că el o va recunoaște imediat ca pe copilul său și îi va asigura bunăstare, după naștere nu a făcut acest lucru și a cerut testarea ADN-ului. La 4 august 2006 el a recunoscut-o în mod legal pe fiica sa, dar nu i-a oferit bunăstarea, până când un judecător a hotărât acest lucru.